# Dunavățu de Jos, Tulcea
Dunavățu de Jos (în rusă Долни Дунавец) este un sat în comuna Murighiol din județul Tulcea, Dobrogea, România. Pe hărțile vechi, precum este de exemplu cea de stat-major a Rusiei și a Turciei europene, a inginerului cartograf francez napoleonian E. Lapie, publicată în 1812 de editura P. A. P. Tardieu de la Paris, apar satele Bârleni și Filipești care corespund cu actualele localități Dunavățu de Sus și Dunavățu de Jos. Aceleași sate apar sub denumirile de Бырлэнъ (Bîrlen') și Филипесской (Filipeskoi) în documentele geografului rus A. Zasciuk.

## Istorie
Istoricul antic Herodot denumește locul capul Pteros (Πτεροϛ Ακρα) adică al aripilor, probabil din cauza păsărilor de mare. În epoca romană târzie, aluviunile dunărene învăluie capul, transformând golfurile Argamos și Halmyris în limane. În anul 370 se stabilesc în zonă, mai întâi ca aliați ai romanilor, goții din rândurile cărora se naște aici, în castra de la Platei Pegiae, regele lor (395–410) Alarich întâiul, primul conducător germanic care a cucerit Roma. După câteva decenii petrecute în stăpânirea tătărească, dobrogeană, apoi munteană, Imperiul Otoman pune mâna pe regiune în 1422. În decursul perioadei otomane, populației băștinașe de "dicieni" (românii dobrogeni) i se adaugă elemente moldovene alungate din Bugeac de către tătari, dar mai ales numeroși fugari lipoveni persecutați în Imperiul Rus, între anii 1654 și 1796, în două mari valuri: primul după răscoala lui Bulavin, pe vremea lui Petru cel Mare, al doilea, în timpul țarinei Ecaterina a II-a (1762-1796). Aceștia din urmă, devenind majoritari, au fost însoțiți și de ucraineni. În 1878, ca toată regiunea, Dunavățu de Jos a fost integrat regatului României.

## Articole conexe
- Dunavățu de Sus
- Murighiol